# Thelphusa
Thelphusa (altgriechisch Θέλφουσα) war eine antike Stadt in Arkadien am linken Ufer des Flusses Ladon. Reste der Stadtmauer und der Agora sind nahe dem heutigen Thelphusa an der Straße von Psophis nach Heraia erhalten.
Namengebend war eine Nymphe Thelphusa, die nach Pausanias eine Tochter des Flussgottes Ladon war. Das Stadtgebiet grenzte an Kleitor und Psophis. An dessen Rand befand sich ein Heiligtum der eleusinischen Demeter und weiter flussabwärts das Heiligtum des Demeter Erinys bei Onkeion.
In mythischer Zeit soll hier das Herrschaftsgebiet des Onkios, des Sohns des Apollon gewesen sein, und hier soll auch der Ort gewesen sein, wo Demeter in Gestalt einer Stute von ihrem Bruder Poseidon in Gestalt eines Hengstes vergewaltigt wurde. Daher der Zorn der Göttin und daher der Name, Demeter Erinys, „zürnende Demeter“. Schließlich aber legte sich der Zorn der Göttin, die ein Bad im Ladon nahm, um ihre Schmach abzuwaschen, was ihr den Beinamen Demeter Louisia gab, „badende Demeter“.
Dementsprechend befanden sich im Heiligtum zwei Statuen der Demeter. Beide waren aus Holz, Gesicht und Hände jedoch aus parischem Marmor. Das Bildnis der zürnenden Demeter trug in der Rechten eine Fackel und hielt mit der Linken die mystische Cista.
Außerdem hätten sich bei Onkeion auch noch Heiligtümer des Apollon und des Asklepios befunden.